# Christy Willstrop
Christy Willstrop, né le 16 septembre 1963 à York, est un joueur professionnel de squash représentant l' Angleterre. Il atteint la 40e place mondiale en mars 1982, son meilleur classement.
Ses demi-frères James Willstrop et David Campion sont également joueurs professionnels de squash.

## Biographie
Il naît dans une famille de joueurs de squash avec son père Malcolm Willstrop entraîneur de haut niveau et ses deux demi-frères joueurs de squash dont James no 1 mondial. Il participe au championnat du monde 1983 où il échoue au premier tour face à David Lloyd.

## Palmarès

### Titres
- Championnats d'Europe par équipes : 1984